# Józef Edward Stadnicki
Józef Edward Adam Stadnicki (pseud.: Kazimierz, Kobuz, Madej, Rydwan) (ur. 16 października 1919 w Nawojowej, zm. 13 października 1960 w Grójcu) – polski właściciel ziemski, oficer Armii Krajowej.

## Życiorys
Był synem Adama Zbigniewa. W latach 1933–1935 uczył się w eksperymentalnym Gimnazjum i Liceum im. Sułkowskich w Rydzynie pod Lesznem. Po przejściu polio w wieku 17 lat był inwalidą, niewładającym nogami. Mimo kryzysu psychicznego, po przejściu rehabilitacji, zdał eksternistycznie maturę w 1938 roku. Z czasem nauczył się chodzić na protezach.
W czasie II wojny światowej kierował od 1940 roku organizacją szlaku przerzutowego na Węgry, będąc komendantem specjalnie utworzonej w tym celu placówki w Nawojowej. Udostępnił konspiracji sądeckiej należące do niego leśniczówki wzdłuż granicy ze Słowacją. Uczestniczył w wielu akcjach państwa podziemnego. Współorganizował szkołę podchorążych AK.
W lipcu 1942 roku, najprawdopodobniej na podstawie donosu, został aresztowany przez Gestapo. Niemcy uwolnili go nie wierząc, że taki inwalida może działać w podziemiu. Wiosną 1943 roku został członkiem sztabu Inspektoratu AK w Nowym Sączu. Od lipca 1943 roku wydawał (wraz z członkami rodziny) konspiracyjne pismo „Myśl Polska”. W kwietniu 1944 roku wszedł w skład Komendy Obwodu AK w Nowym Sączu. Od 2 września 1944 roku, zagrożony aresztowaniem, ukrywał się w lasach, korzystając ze wsparcia Batalionów Chłopskich.
Po reformie rolnej i utracie majątku przeprowadził się do Krynicy, gdzie zajmował się handlem zbożem. Ukończył kurs księgowości i kurs fotograficzny. Mimo szykan ze strony Urzędu Bezpieczeństwa dostał pracę w zakładzie fotograficznym.
Starał się o zgodę na leczenie za granicą swojego najstarszego ciężko chorego syna, lecz jej nie otrzymał. W czasie jednej z podróży do Warszawy w tej sprawie zginął w wypadku motocyklowym. Został pochowany w Krynicy, a pogrzeb miał charakter manifestacyjny (mszę św. celebrował ksiądz Krzysztof Małachowski). Prymas Stefan Wyszyński odprawił mszę św. za Józefa Stadnickiego u Sióstr Elżbietanek w Krynicy.

## Odznaczenia
- Złoty Krzyż Zasługi z Mieczami nadany 3 maja 1944 roku.

## Życie rodzinne
Miał siedmioro rodzeństwa; najstarsza z nich Maria (1912–2003) wyszła za mąż za Stefana Świeżawskiego, profesora KUL. Jadwiga urodzona w 1913 roku została żoną Adama Czartoryskiego, trzecia z sióstr Helena (1914–1977) była żoną Antoniego Mańkowskiego. Anna (1916–2001) po mężu nosiła nazwisko Gostkowska, a najmłodsza Stefania (1917–1979) została żoną Włodzimierza Jasińskiego. Najmłodszy brat Paweł (1925–1996) był żonaty z Teresą Moszumańską, a średni - Andrzej (1920–1945) zmarł w wyniku przeżyć wojennych oraz gruźlicy, której nabawił się w niemieckim więzieniu.
Józef Edward ożenił się 8 października 1944 z Elżbietą Lubomirską. Po jego tragicznej śmierci Elżbieta wyszła w 1964 po raz drugi za mąż za Jeana Olliera (1916–1980), francuskiego handlowca, i zamieszkała we Francji. W Polsce, mimo wielu starań, odmówiono jej przyznania renty po zmarłym mężu. Stadniccy mieli pięcioro dzieci. Dwoje pozostało w Polsce: Cecylia (ur. 1945), psycholog oraz Andrzej (ur. 1946), fizyk, dyrektor w gospodarstwie ogrodniczym w Osoli. Do Francji wyjechali: Julita (ur. 1948), Zbigniew (ur. 1951) przedsiębiorca w Bordeaux i Adam Stefan (ur. 1953) technik dentystyczny.